# Sehore (district)
Sehore is een district van de Indiase staat Madhya Pradesh. Het district telt 10.78.769 inwoners (2001) en heeft een oppervlakte van 6578 km².
Hoofdstad: Bhopal
Districten: